# ثریا بهشتی
ثریا بهشتی با نام اصلی ثریا شهسواری (زادۀ ۱۳۲۲ خورشیدی در کرمانشاه – درگذشتۀ ۶ بهمن ۱۳۹۴) هنرپیشۀ تئاتر و سینمای اهل ایران بود.

## زندگی‌نامه
ثریا شهسواری در کرمانشاه به دنیا آمد و پیش از اتمام تحصیلات متوسطه و در ۱۶ سالگی (از سال ۱۳۳۸) فعالیت هنری خود را با بازی در نمایش‌های لاله‌زار آغاز نمود. ثریا با دعوتِ محمد علی فردین پا به عرصه سینما گذاشت و با بازی در فیلم خوشگل خوشگلا به کارگردانی فردین در سال ۱۳۴۴ فعالیت سینمایی‌اش را آغاز کرد. از بازی‌های برجستهٔ وی می‌توان به نقش «طاووس» در فیلم حسن کچل اولین اثر سینمایی علی حاتمی و نقش‌های کمدی مقابل تقی ظهوری اشاره کرد. او اکثراً در نقش‌های مکمل ظاهر می‌شد. آخرین کار سینمایی بهشتی، بازی در فیلم خاطرخواه بود و پس از آن تا زمان درگذشتش در هیچ فیلمی دیده نشد.
او یکی از بازیگران سرشناس نقش‌های مکمل سینمای دهه چهل و پنجاه شمسی در ایران بود و طرفداران بسیاری در بین تماشاگران و علاقه‌مندان سینمای فارسی داشت.

### زندگی شخصی
ثریا در سال ۱۳۵۰ با رضا درفشان ازدواج کرد که حاصل این ازدواج یک پسر بود.

### درگذشت
ثریا بهشتی شب سه‌شنبه ۶ بهمن ۱۳۹۴ در ۷۲ سالگی در بیمارستان امام خمینی تهران درگذشت. وی در قطعه ۳۰۵ ردیف ۱۴۶ شماره ۳۲ بهشت زهرا به خاک سپرده شد.

## فیلم‌شناسی

ثریا بهشتی

- خاطرخواه (۱۳۵۱)
- خر دجال (۱۳۵۱)
- ایوب (فیلم) (۱۳۵۰)
- بابا شمل (۱۳۵۰)
- خوشگل محله (۱۳۵۰)
- شراره (فیلم ۱۳۵۰) (۱۳۵۰)
- شوفر خوشگله (۱۳۵۰)
- شیادان (۱۳۵۰)
- عشقی‌ها (۱۳۵۰)
- جنجال عروسی (۱۳۴۹)
- حادثه جویان (۱۳۴۹)
- دزد و پاسبان (۱۳۴۹)
- رام کردن مرد وحشی (۱۳۴۹)
- سوگلی (۱۳۴۹)
- علی بی غم (۱۳۴۹)
- کوچه مردها (۱۳۴۹)
- حسن کچل (۱۳۴۸)
- پسران قارون (۱۳۴۸)
- تک‌خال (۱۳۴۸)
- ستاره فروزان (۱۳۴۸)
- سه فراری (۱۳۴۸)
- عشق آفرین (۱۳۴۸)
- غول بیابانی (۱۳۴۸)
- قصه دل‌ها (۱۳۴۸)
- قهوه‌خانه قنبر (فیلم) (۱۳۴۸)
- مردان روزگار (۱۳۴۸)
- معجزه قلب‌ها (۱۳۴۸)
- نعره گرگ‌ها (۱۳۴۸)
- ازدواج ایرانی (فیلم) (۱۳۴۷)
- بر آسمان نوشته (۱۳۴۷)
- پلی بسوی بهشت (۱۳۴۷)
- دنیای پوشالی (۱۳۴۷)
- ریکاردو (فیلم) (۱۳۴۷)
- غروب بت پرستان (۱۳۴۷)
- هفت دختر برای هفت پسر (۱۳۴۷)
- پسران علاءالدین (۱۳۴۶)
- سه جوانمرد (۱۳۴۶)
- دالاهو (فیلم) (۱۳۴۶)
- گوهر شب چراغ (۱۳۴۶)
- فرمان‌خان (۱۳۴۶)
- ولگردها (۱۳۴۶)
- سه قهرمان (۱۳۴۵)
- خوشگل خوشگلا (۱۳۴۴)